# Cotton Valley
Cotton Valley – miasto w Stanach Zjednoczonych, w stanie Luizjana, w parafii Webster.